# Flagey-Echézeaux
Flagey-Echézeaux – miejscowość i gmina we Francji, w regionie Burgundia-Franche-Comté, w departamencie Côte-d’Or.
Według danych na rok 1990 gminę zamieszkiwało 448 osób, a gęstość zaludnienia wynosiła 56 osób/km² (wśród 2044 gmin Burgundii Flagey-Echézeaux plasuje się na 496. miejscu pod względem liczby ludności, natomiast pod względem powierzchni na miejscu 1048.).